# Ctenochromis horei
Ctenochromis horei è una specie di pesci della famiglia dei Ciclidi.

## Distribuzione e habitat
Si può trovare nel Lago Tanganica, sulle coste del Burundi, della Repubblica Democratica del Congo, della Tanzania, e dello Zambia, dove ha come habitat naturale le paludi e i delta interni.

## Descrizione
Gli individui più grandi, lunghi più di 60 millimetri, hanno macchie nere sulla testa. I maschi, mentre sono in cerca di cibo, mostrano una caratteristica macchia arancione localizzata sulla pinna anale, come forma di esibizione per il corteggiamento delle femmine.

## Biologia
I maschi dominanti sono stati visti difendere una femmina in fregola da altri maschi nell'area.